# Agrochola nictitans
Agrochola nictitans är en fjärilsart som beskrevs av Barend J. Lempke 1941. Agrochola nictitans ingår i släktet Agrochola och familjen nattflyn. Inga underarter finns listade i Catalogue of Life.